# Arnager
Arnager er et lille fiskerleje med 151 indbyggere (pr. 2010)  beliggende i Nylarsker Sogn på det sydlige Bornholm. 
Arnager ligger på Bornholms sydvestkyst nær den sydøstlige ende af Bornholms Lufthavns landingsbaner, og cirka 8 km sydøst for Rønne.
Byen er bl.a. kendt for at have Nordens længste træbro, som er på 200 meter og forbinder havnen, som ligger et stykke fra kysten, med byen.
Arnager blev ifølge Bornholms Stednavne nævnt første gang som Arenack 14. juni 1552 i "en af Kancelliets Brevbøger".

## Galleri
- Arnager set fra havnen
- Broen set fra stranden
- Arnager havn
- Jættestue ved Arnager, malet af A.P. Madsen, 1885.